# Izaux
Izaux est une commune française située dans l'est du département des Hautes-Pyrénées, en région Occitanie. Sur le plan historique et culturel, la commune est dans le Pays d'Aure, constitué de la vallée de la Neste (en aval de Sarrancolin), de la vallée d'Aure (en amont de Sarrancolin) et de la vallée du Louron.
Exposée à un climat de montagne, elle est drainée par la Neste, le canal de la Neste et par deux autres cours d'eau. La commune possède un patrimoine naturel remarquable : un site Natura 2000 (« Garonne, Ariège, Hers, Salat, Pique et Neste ») et quatre zones naturelles d'intérêt écologique, faunistique et floristique.
Izaux est une commune rurale qui compte 210 habitants en 2022. Elle est dans l'unité urbaine de Lannemezan et fait partie de l'aire d'attraction de Lannemezan..
Ses habitants sont appelés les Izaussais.

## Géographie

### Localisation
La commune d'Izaux se trouve dans le département des Hautes-Pyrénées, en région Occitanie.
Elle se situe à 31 km à vol d'oiseau de Tarbes, préfecture du département, à 18 km de Bagnères-de-Bigorre, sous-préfecture, et à 7 km de Capvern, bureau centralisateur du canton de Neste, Aure et Louron dont dépend la commune depuis 2015 pour les élections départementales.
La commune fait en outre partie du bassin de vie de Lannemezan.
Les communes les plus proches sont : 
La Barthe-de-Neste (2,0 km), Lortet (2,1 km), Saint-Arroman (2,8 km), Bazus-Neste (3,0 km), Montoussé (3,2 km), Avezac-Prat-Lahitte (3,2 km), Escala (3,2 km), Labastide (3,5 km).
Sur le plan historique et culturel, Izaux fait partie de la région gasconne de Magnoac, située sur le plateau de Lannemezan, qui reprend une partie de l’ancien Nébouzan, qui possédait plusieurs enclaves au cœur de la province de Comminges et a évolué dans ses frontières jusqu’à plus ou moins disparaitre.

### Communes limitrophes
Izaux est limitrophe de six autres communes dont Labastide  au sud-ouest par un simple quadripoint.
Les communes limitrophes sont  Avezac-Prat-Lahitte, La Barthe-de-Neste, Lortet, Montoussé et Saint-Arroman.
|                                | La Barthe-de-Neste |               |
| Avezac-Prat-Lahitte            | Izaux              | Montoussé     |
| Labastide (par un quadripoint) | Lortet             | Saint-Arroman |

### Hydrographie
La commune est dans le bassin versant de la Garonne, au sein du bassin hydrographique Adour-Garonne. Elle est drainée par la Neste, le canal de la Neste et un bras de la Neste, constituant un réseau hydrographique de 7 km de longueur totale,.
La Neste, d'une longueur totale de 73,1 km, prend sa source dans la commune d'Aragnouet et s'écoule vers le nord puis se réoriente vers l'est. Elle traverse la commune et se jette dans la Garonne à Montréjeau, après avoir traversé 34 communes.
Le canal de la Neste, d'une longueur totale de 28,8 km, prend sa source dans la commune de Beyrède-Jumet-Camous et s'écoule vers le nord. Il traverse la commune et se jette dans le canal du Bouès à Capvern, après avoir traversé neuf communes.

### Climat
Le climat qui caractérise la commune est qualifié, en 2010, de « climat océanique dégradé des plaines du Centre et du Nord », selon la typologie des climats de la France qui compte alors huit grands types de climats en métropole. En 2020, la commune ressort du type « climat océanique altéré » dans la classification établie par Météo-France, qui ne compte désormais, en première approche, que cinq grands types de climats en métropole. Il s’agit d’une zone de transition entre le climat océanique et les climats de montagne et semi-continental. Les écarts de température entre hiver et été augmentent avec l'éloignement de la mer. La pluviométrie est plus faible qu'en bord de mer, sauf aux abords des reliefs.
Les paramètres climatiques qui ont permis d’établir la typologie de 2010 comportent six variables pour les températures et huit pour les précipitations, dont les valeurs correspondent à la normale 1971-2000. Les sept principales variables caractérisant la commune sont présentées dans l'encadré ci-après.
| Paramètres climatiques communaux sur la période 1971-2000 - Moyenne annuelle de température : 11,3 °C - Nombre de jours avec une température inférieure à −5 °C : 4,6 j - Nombre de jours avec une température supérieure à 30 °C : 4,6 j - Amplitude thermique annuelle : 14,2 °C - Cumuls annuels de précipitation : 995 mm - Nombre de jours de précipitation en janvier : 9,6 j - Nombre de jours de précipitation en juillet : 7,4 j |

Avec le changement climatique, ces variables ont évolué. Une étude réalisée en 2014 par la Direction générale de l'Énergie et du Climat complétée par des études régionales prévoit en effet que la  température moyenne devrait croître et la pluviométrie moyenne baisser, avec toutefois de fortes variations régionales. Ces changements peuvent être constatés sur la station météorologique de Météo-France la plus proche, « Lannemezan », sur la commune de Lannemezan, mise en service en 1970 et qui se trouve à 7 km à vol d'oiseau,, où la température moyenne annuelle est de 11,5 °C et la hauteur de précipitations de 1 159,3 mm pour la période 1981-2010.
Sur la station météorologique historique la plus proche, « Tarbes-Lourdes-Pyrénées », sur la commune d'Ossun, mise en service en 1946 et à 35 km, la température moyenne annuelle évolue de 12,2 °C pour la période 1971-2000, à 12,6 °C pour 1981-2010, puis à 12,9 °C pour 1991-2020.

### Milieux naturels et biodiversité

#### Réseau Natura 2000

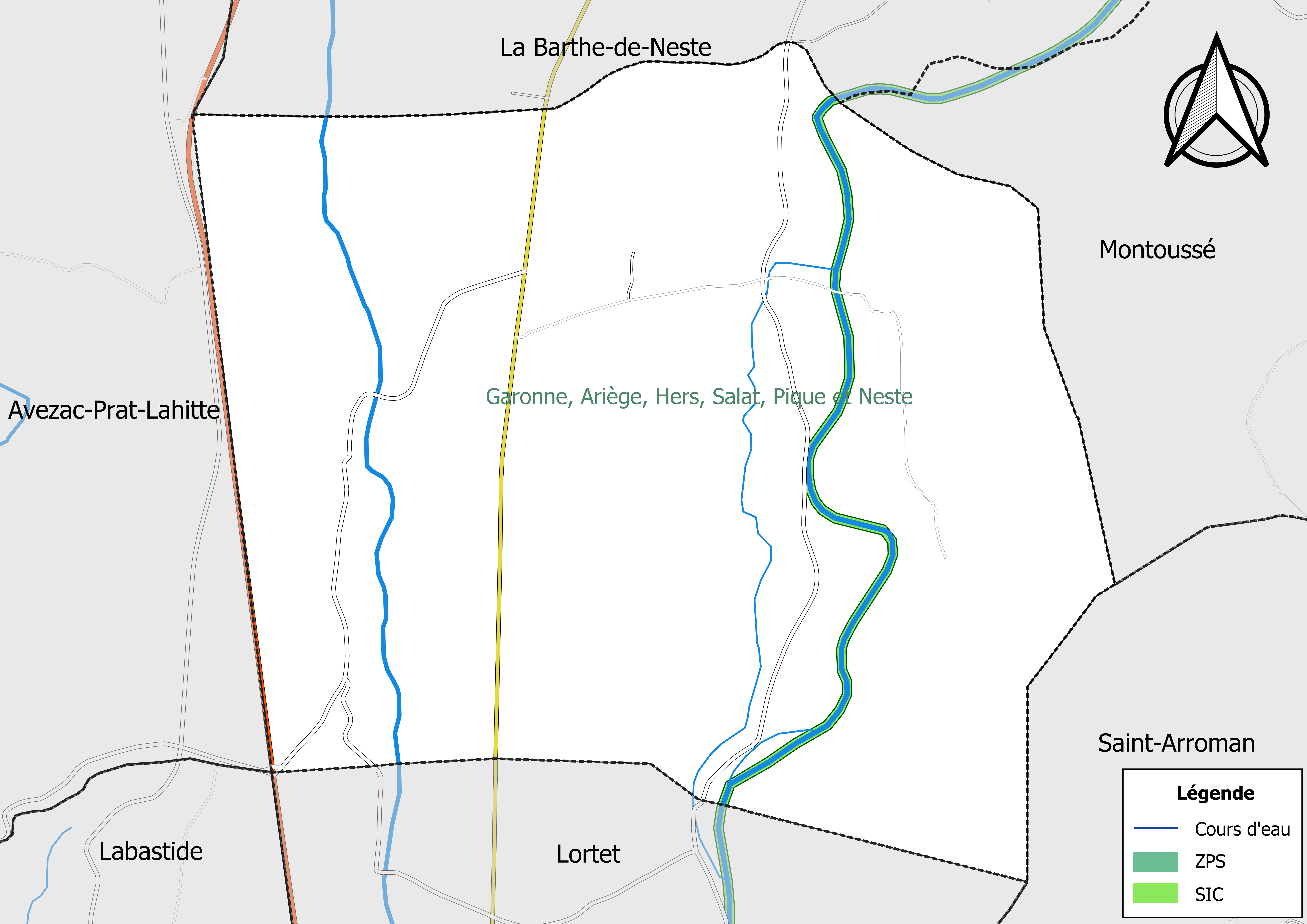
Site Natura 2000 sur le territoire communal.

Le réseau Natura 2000 est un réseau écologique européen de sites naturels d'intérêt écologique élaboré à partir des directives habitats et oiseaux, constitué de zones spéciales de conservation (ZSC) et de zones de protection spéciale (ZPS).
Un site Natura 2000 a été défini sur la commune au titre de la directive habitats : « garonne, Ariège, Hers, Salat, Pique et Neste », d'une superficie de 9 581 ha, un réseau hydrographique pour les poissons migrateurs (zones de frayères actives et potentielles importantes pour le Saumon en particulier qui fait l'objet d'alevinages réguliers et dont des adultes atteignent déjà Foix sur l'Ariège.

#### Zones naturelles d'intérêt écologique, faunistique et floristique
L’inventaire des zones naturelles d'intérêt écologique, faunistique et floristique (ZNIEFF) a pour objectif de réaliser une couverture des zones les plus intéressantes sur le plan écologique, essentiellement dans la perspective d’améliorer la connaissance du patrimoine naturel national et de fournir aux différents décideurs un outil d’aide à la prise en compte de l’environnement dans l’aménagement du territoire.
Deux ZNIEFF de type 1 sont recensées sur la commune :
la « Neste moyenne et aval » (283 ha), couvrant 25 communes dont une dans la Haute-Garonne et 24 dans les Hautes-Pyrénées et 
les « rochers de Lortet, le Mont » (217 ha), couvrant 4 communes du département
et deux ZNIEFF de type 2, : 
- les « Garonne amont, Pique et Neste » (1 788 ha), couvrant 112 communes dont 42 dans la Haute-Garonne et 70 dans les Hautes-Pyrénées[29] ;
- le « piémont calcaire, forestier et montagnard du Nistos en rive droite de la Neste » (15 195 ha), couvrant 26 communes dont une dans la Haute-Garonne et 25 dans les Hautes-Pyrénées[30].

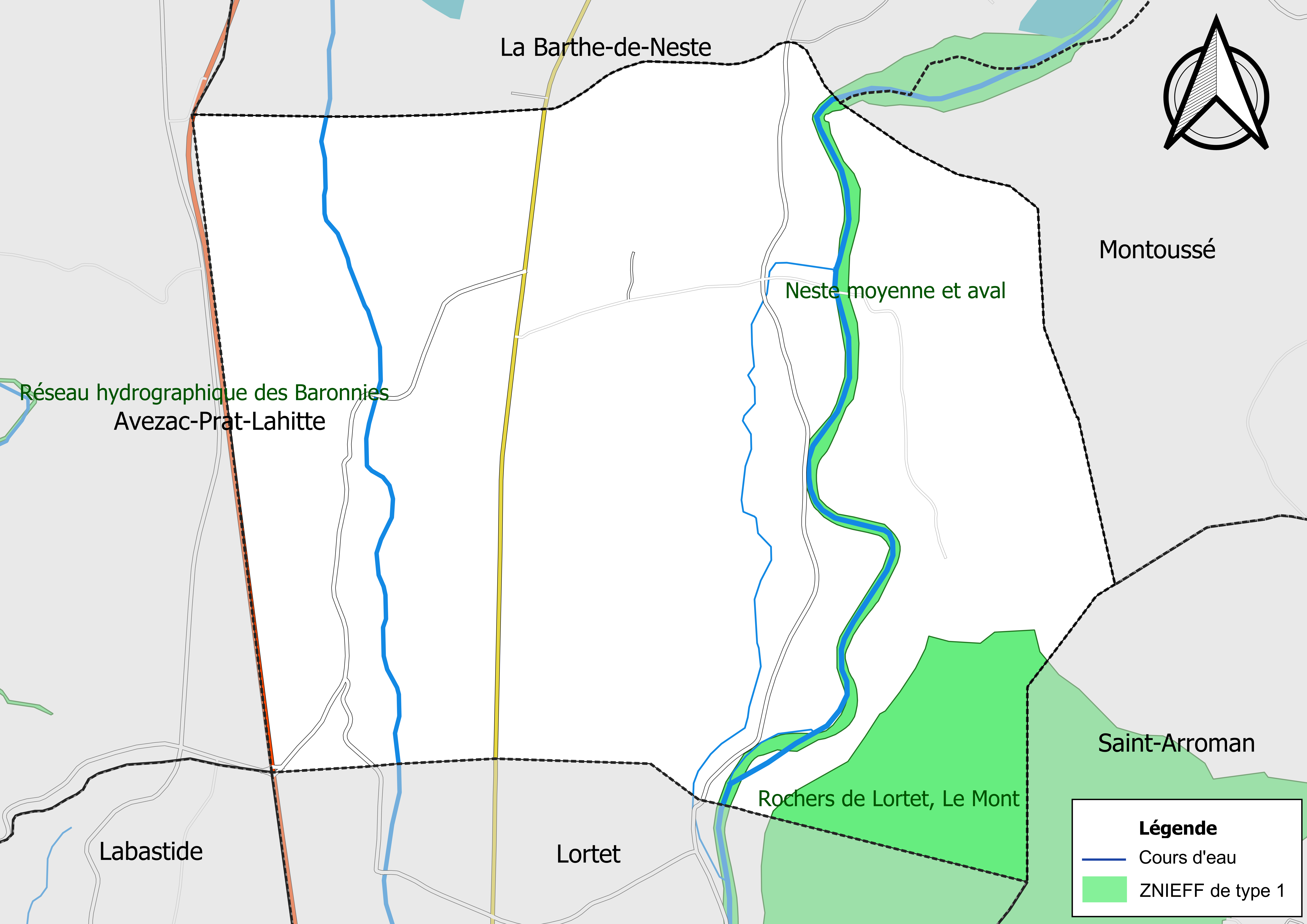
Carte des ZNIEFF de type 1 sur la commune.
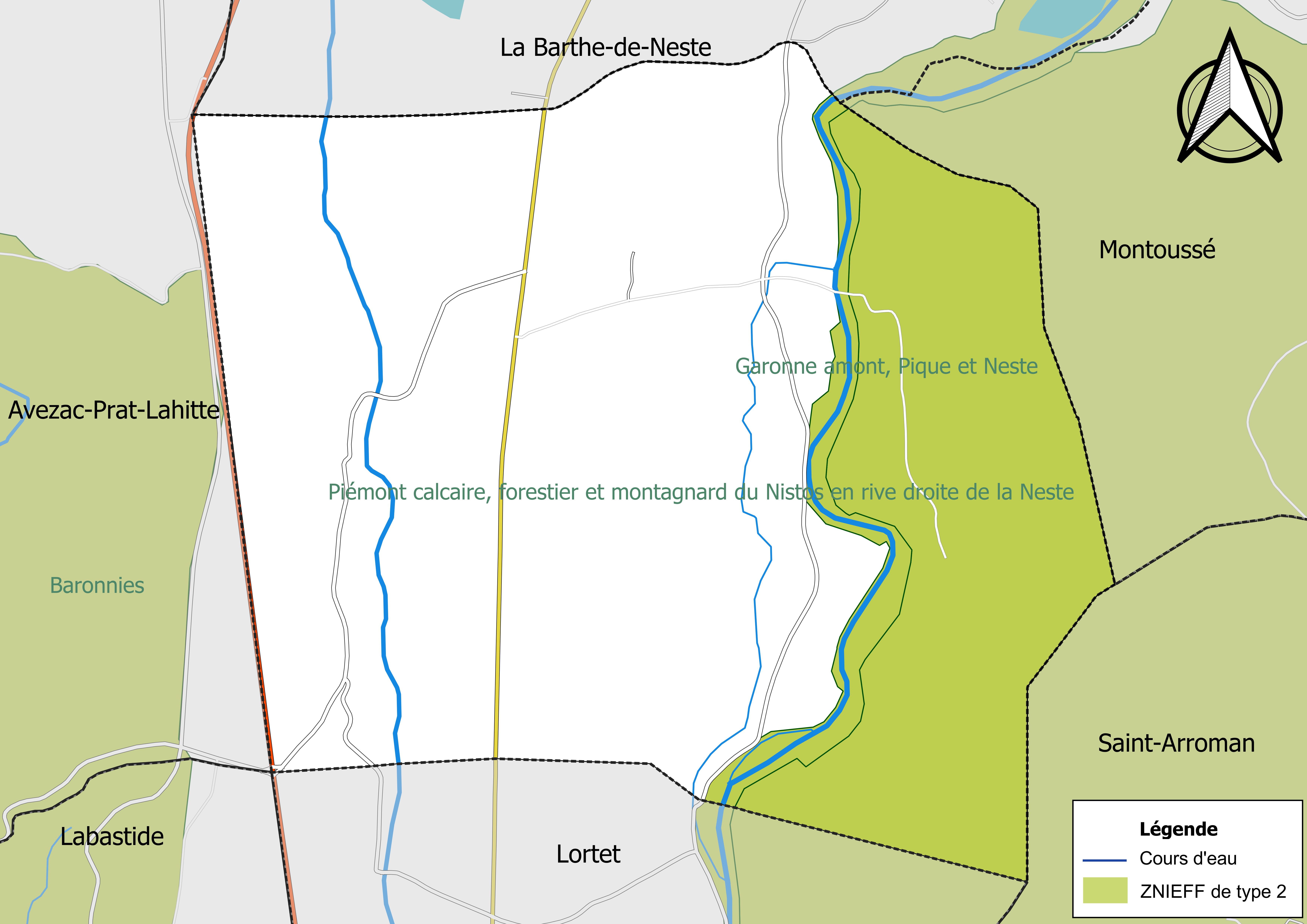
Carte des ZNIEFF de type 2 sur la commune.

## Urbanisme

### Typologie
Au 1er janvier 2024, Izaux est catégorisée commune rurale à habitat dispersé, selon la nouvelle grille communale de densité à sept niveaux définie par l'Insee en 2022.
Elle appartient à l'unité urbaine de Lannemezan, une agglomération intra-départementale regroupant quatre  communes, dont elle est une commune de la banlieue,,. Par ailleurs la commune fait partie de l'aire d'attraction de Lannemezan, dont elle est une commune de la couronne,. Cette aire, qui regroupe 65 communes, est catégorisée dans les aires de moins de 50 000 habitants,.

### Occupation des sols
L'occupation des sols de la commune, telle qu'elle ressort de la base de données européenne d’occupation biophysique des sols Corine Land Cover (CLC), est marquée par l'importance des territoires agricoles (59,6 % en 2018), une proportion sensiblement équivalente à celle de 1990 (59,9 %). La répartition détaillée en 2018 est la suivante : 
zones agricoles hétérogènes (51,8 %), forêts (32,7 %), zones urbanisées (6,3 %), terres arables (5,1 %), prairies (2,7 %), milieux à végétation arbustive et/ou herbacée (1,3 %).
L'IGN met par ailleurs à disposition un outil en ligne permettant de comparer l’évolution dans le temps de l’occupation des sols de la commune (ou de territoires à des échelles différentes). Plusieurs époques sont accessibles sous forme de cartes ou photos aériennes : la carte de Cassini (XVIIIe siècle), la carte d'état-major (1820-1866) et la période actuelle (1950 à aujourd'hui).

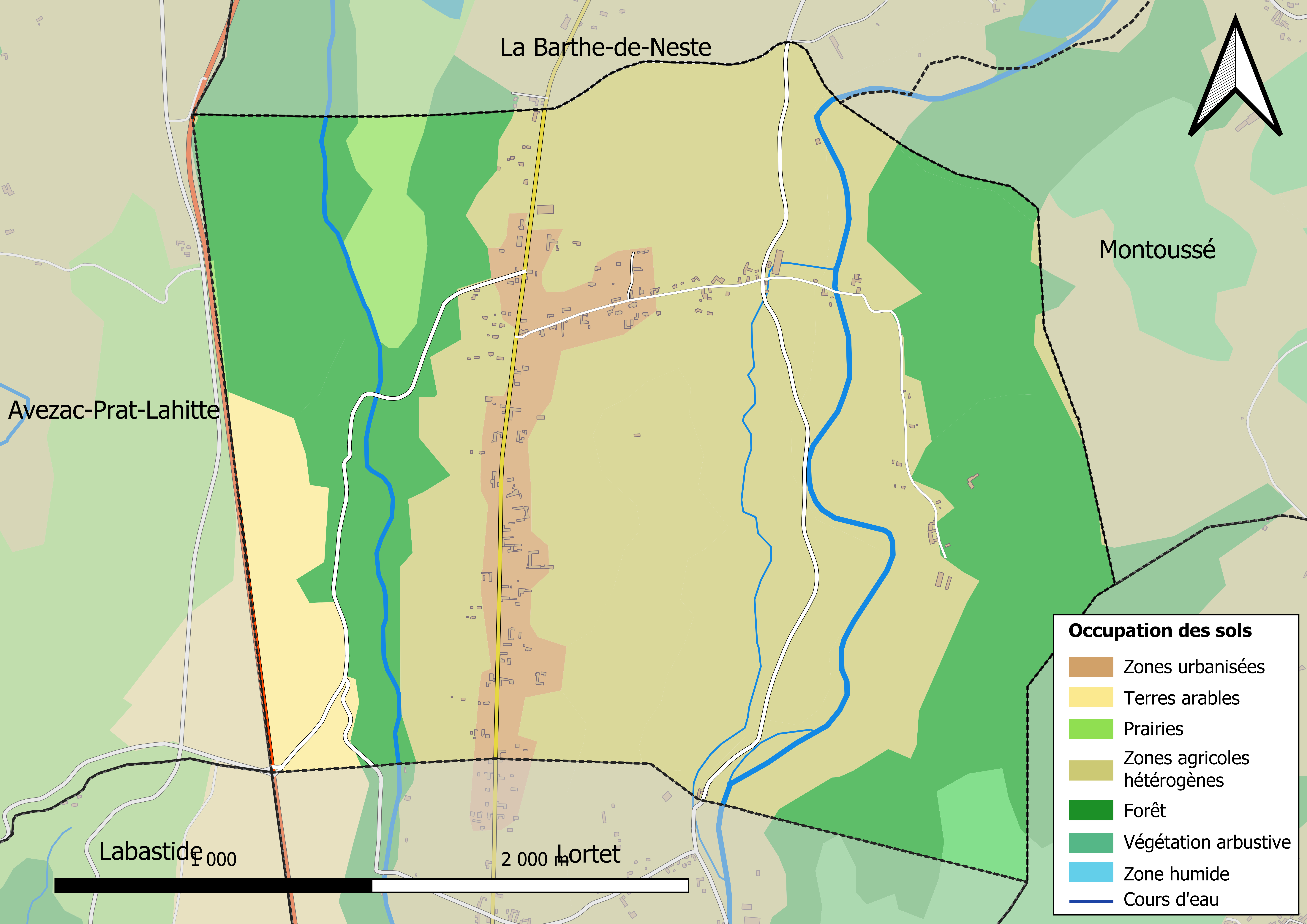
Carte des infrastructures et de l'occupation des sols en 2018 (CLC) de la commune.
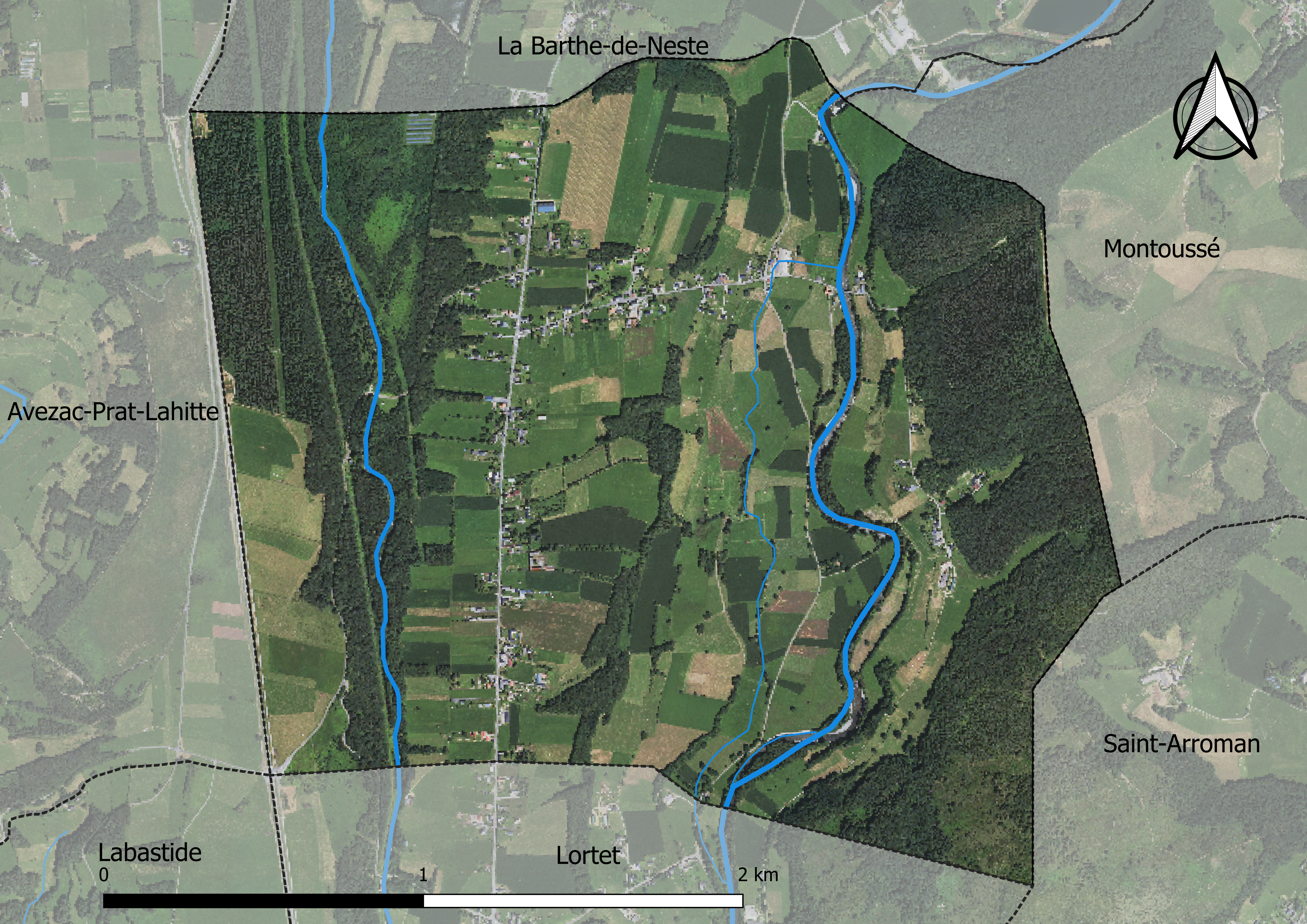
Carte orthophotogrammétrique de la commune.

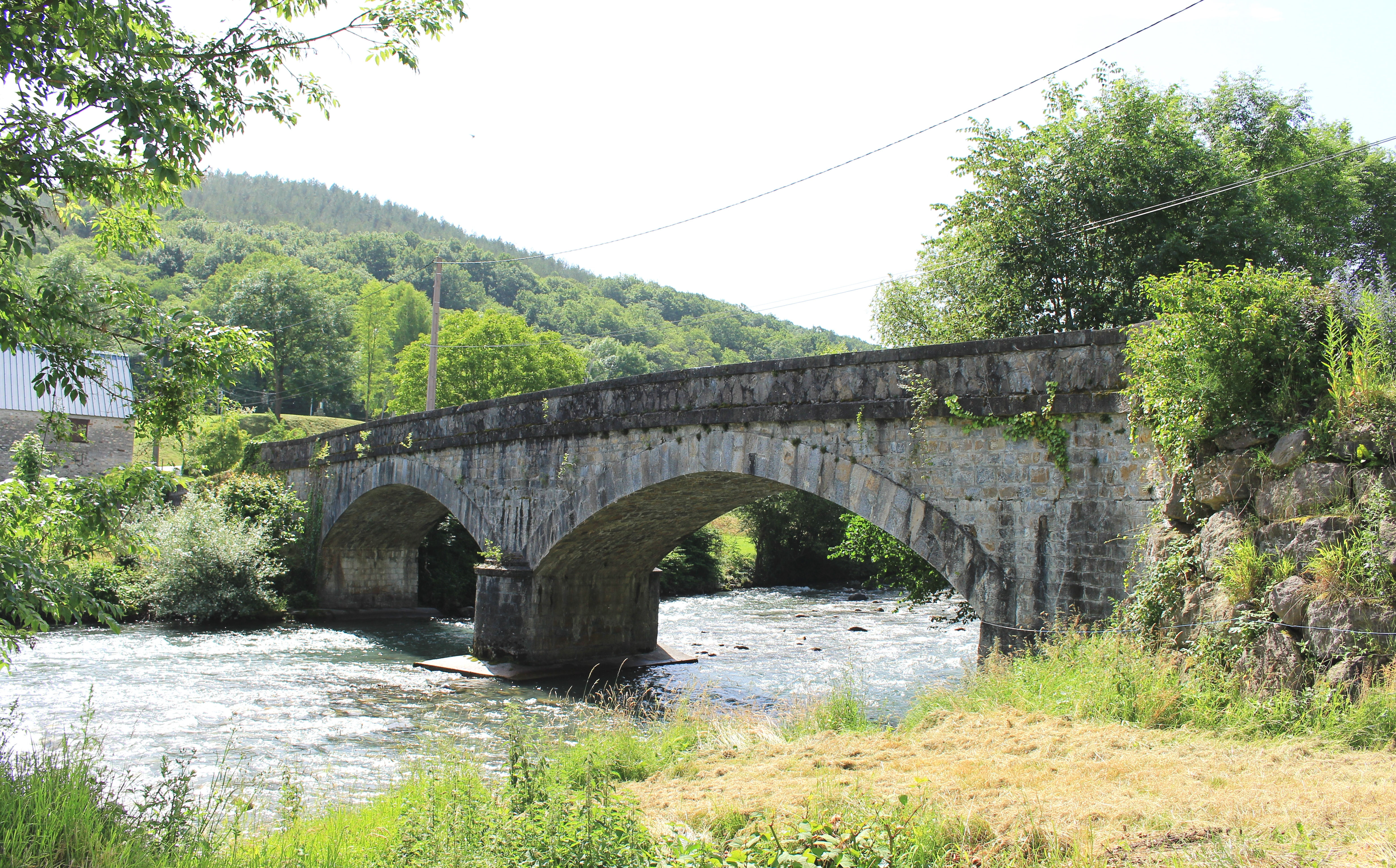
Pont sur la Neste.

### Logement
En 2012, le nombre total de logements dans la commune est de 107.

Parmi ces logements, 78,2 % sont des résidences principales, 8,5 % des résidences secondaires et 13,3 % des logements vacants.

### Voies de communication et transports
Cette commune est desservie par la route départementale D 929 et par les routes départementales D 77 et D 78.

### Risques majeurs
Le territoire de la commune d'Izaux est vulnérable à différents aléas naturels : météorologiques (tempête, orage, neige, grand froid, canicule ou sécheresse), inondations, feux de forêts, mouvements de terrains et séisme (sismicité moyenne). Il est également exposé à deux risques technologiques,  le transport de matières dangereuses et la rupture d'un barrage. Un site publié par le BRGM permet d'évaluer simplement et rapidement les risques d'un bien localisé soit par son adresse soit par le numéro de sa parcelle.

#### Risques naturels
Certaines parties du territoire communal sont susceptibles d’être affectées par le risque d’inondation par débordement de cours d'eau, notamment le Neste et le canal de la Neste. La cartographie des zones inondables en ex-Midi-Pyrénées réalisée dans le cadre du XIe Contrat de plan État-région, visant à informer les citoyens et les décideurs sur le risque d’inondation, est accessible sur le site de la DREAL Occitanie. La commune a été reconnue en état de catastrophe naturelle au titre des dommages causés par les inondations et coulées de boue survenues en 1982, 1999, 2001, 2009 et 2013,.
Izaux est exposée au risque de feu de forêt. Un plan départemental de protection des forêts contre les incendies a été approuvé par arrêté préfectoral le 21 avril 2020 pour la période 2020-2029. Le précédent couvrait la période 2007-2017. L’emploi du feu est régi par deux types de réglementations. D’abord le code forestier et l’arrêté préfectoral du 27 octobre 2014, qui réglementent l’emploi du feu à moins de 200 m des espaces naturels combustibles sur l’ensemble du département. Ensuite celle établie dans le cadre de la lutte contre la pollution de l’air, qui interdit le brûlage des déchets verts des particuliers. L’écobuage est quant à lui réglementé dans le cadre de commissions locales d’écobuage (CLE)

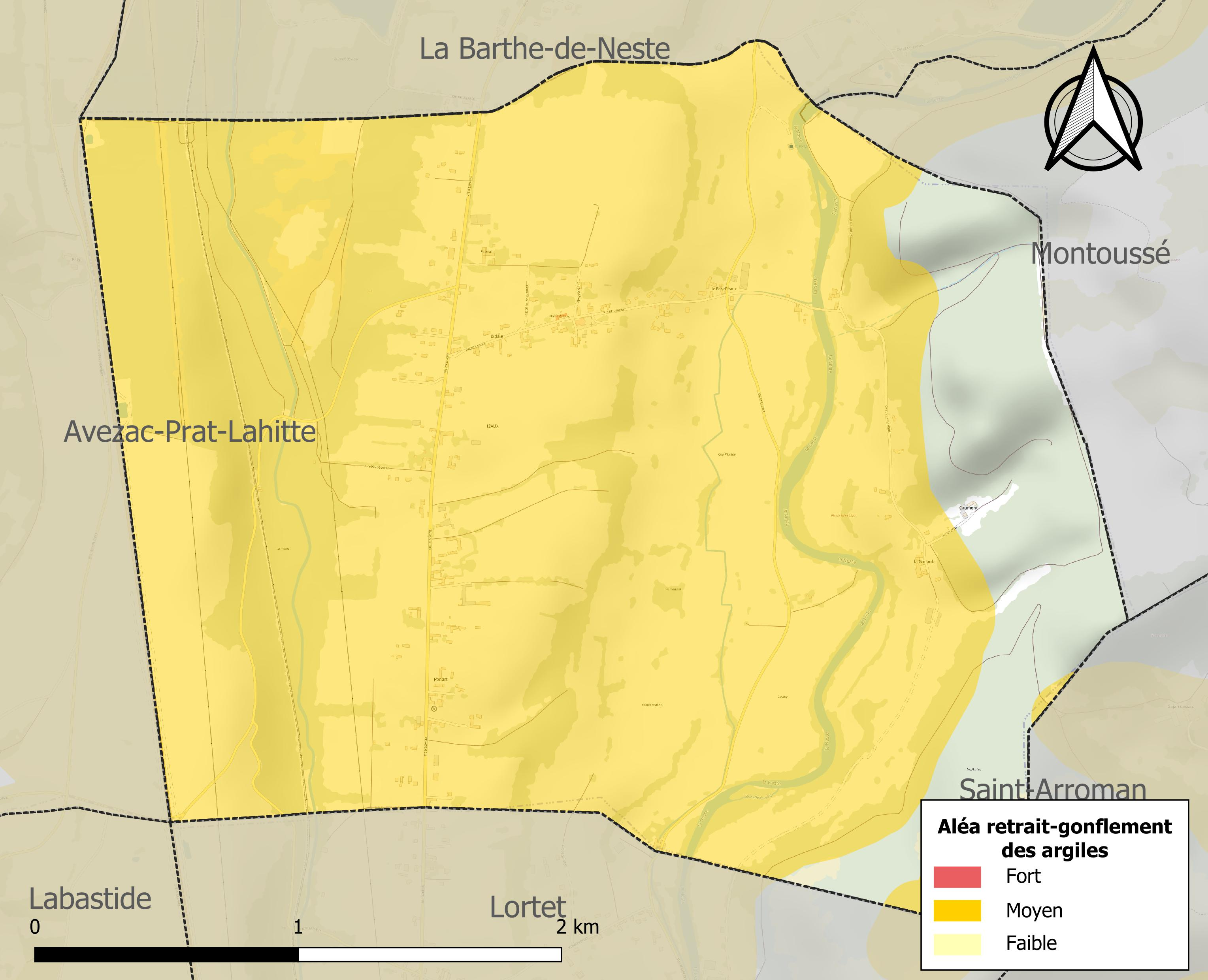
Carte des zones d'aléa retrait-gonflement des sols argileux d'Izaux.

Les mouvements de terrains susceptibles de se produire sur la commune sont des tassements différentiels.
Le retrait-gonflement des sols argileux est susceptible d'engendrer des dommages importants aux bâtiments en cas d’alternance de périodes de sécheresse et de pluie. 87 % de la superficie communale est en aléa moyen ou fort (44,5 % au niveau départemental et 48,5 % au niveau national). Sur les 107 bâtiments dénombrés sur la commune en 2019, 105 sont en aléa moyen ou fort, soit 98 %, à comparer aux 75 % au niveau départemental et 54 % au niveau national. Une cartographie de l'exposition du territoire national au retrait gonflement des sols argileux est disponible sur le site du BRGM,.
Par ailleurs, afin de mieux appréhender le risque d’affaissement de terrain, l'inventaire national des cavités souterraines permet de localiser celles situées sur la commune.
Concernant les mouvements de terrains, la commune a été reconnue en état de catastrophe naturelle au titre des dommages causés par des mouvements de terrain en 1999 et 2013.

#### Risques technologiques
Le risque de transport de matières dangereuses sur la commune est lié à sa traversée par une infrastructure ferroviaire. Un accident se produisant sur une telle infrastructure est susceptible d’avoir des effets graves sur les biens, les personnes ou l'environnement, selon la nature du matériau transporté. Des dispositions d’urbanisme peuvent être préconisées en conséquence.
La commune est en outre située en aval d'un barrage de classe A. À ce titre elle est susceptible d’être touchée par l’onde de submersion consécutive à la rupture de cet ouvrage.

## Toponymie

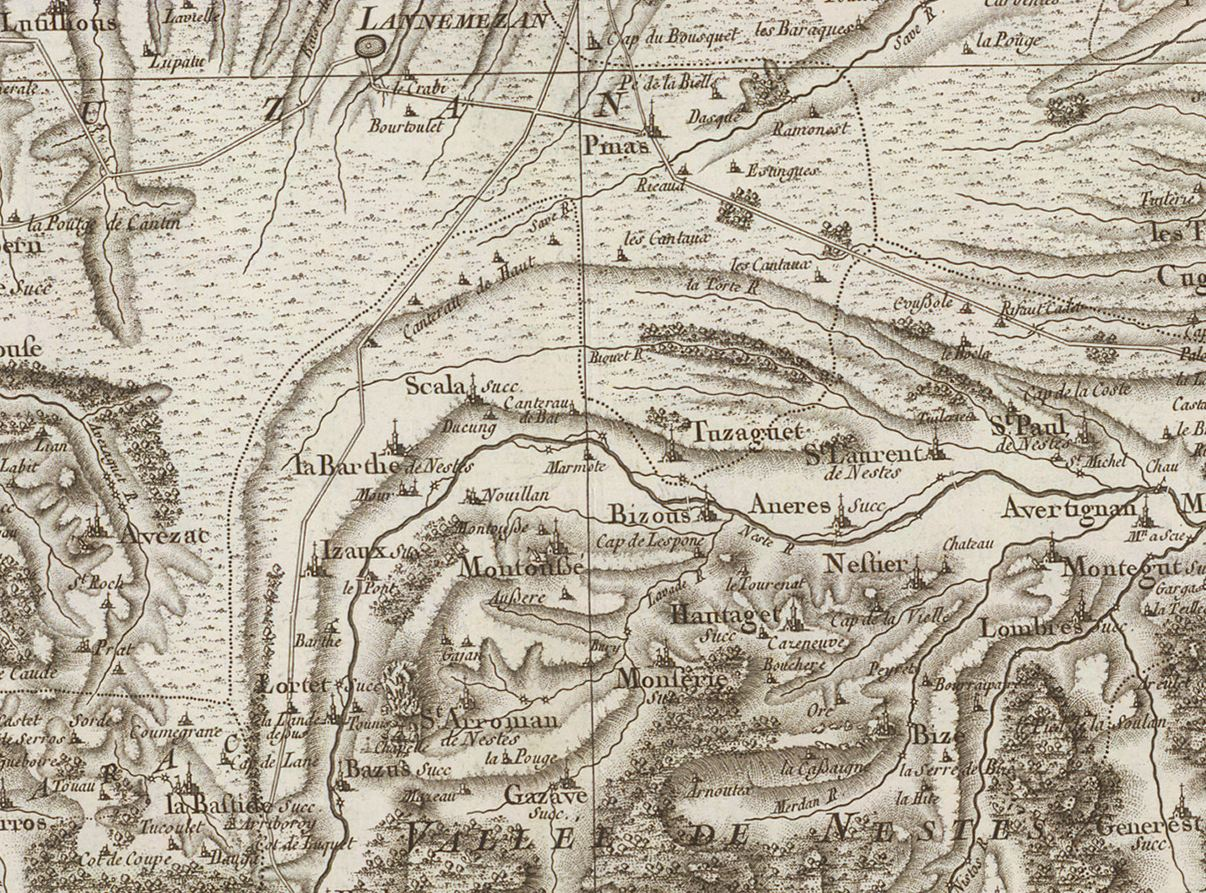
Extrait de la carte de Cassini (entre 1756 et 1789) situant Izaux au sud de Lannemezan.

On trouvera les principales informations dans le Dictionnaire toponymique des communes des Hautes-Pyrénées de Michel Grosclaude et Jean-François Le Nail qui rapporte les dénominations historiques du village :
Dénominations historiques :
- de Ysano, latin (1387, pouillé du Comminges) ;
- Izaut (1767, Larcher, cartulaire du Comminges) ;
- Izaut (fin XVIIIe siècle, carte de Cassini).

Nom occitan : Isaus.

## Histoire
Rattachée à l'élection de Rivière-Verdun.
Siège d'un important domaine gallo-romain jusqu'au VIe siècle, puis transformé en cimetière.

### Cadastre napoléonien d'Izaux
Le plan cadastral napoléonien d'Izaux est consultable sur le site des archives départementales des Hautes-Pyrénées.

## Politique et administration

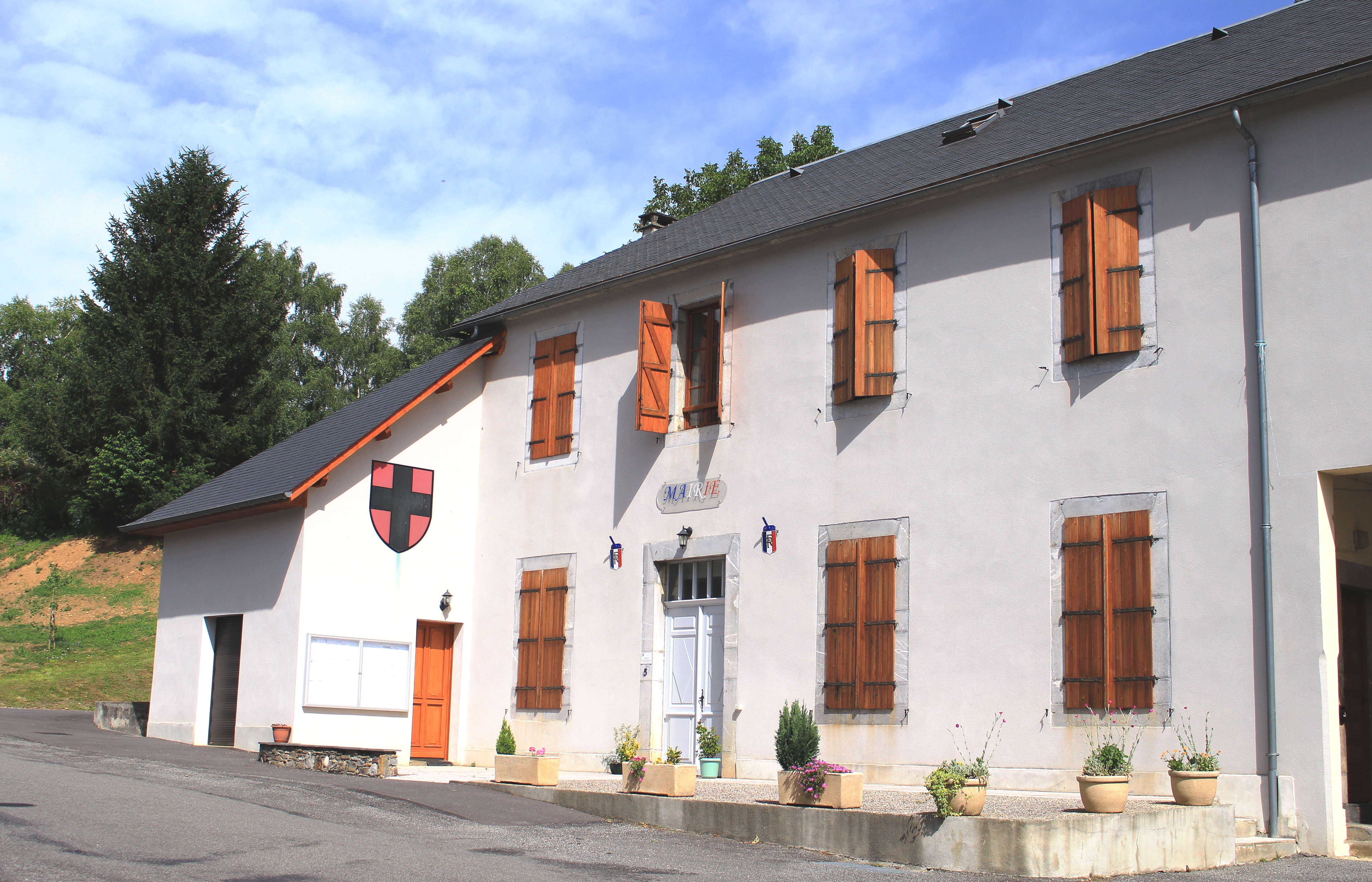
La mairie en 2019.

### Liste des maires
| Période                                  | Période   | Identité          | Étiquette | Qualité |
| ---------------------------------------- | --------- | ----------------- | --------- | ------- |
| Les données manquantes sont à compléter. |           |                   |           |         |
|                                          |           |                   |           |         |
| mars 1983                                | mars 2014 | René Maupomé      |           |         |
| mars 2014                                | mars 2020 | Élisabeth Ducuing |           |         |
| mars 2020                                | En cours  | Serge Sohier      |           |         |

### Rattachements administratifs et électoraux

#### Historique administratif
Sénéchaussée d'Auch, élection d'Armagnac, de Rivière-Verdun, baronnie de Labarthe, canton de La Barthe-de-Neste (depuis 1790). En 1790, Mour et Izaux auraient été réunis, avant que Mour soit rattaché à La Barthe en 1808 (?).

#### Intercommunalité
Izaux appartient à la communauté de communes du Plateau de Lannemezan Neste-Baronnies-Baïses créée en janvier 2017 et qui réunit 57 communes.

## Population et société

### Démographie

#### Évolution démographique
L'évolution du nombre d'habitants est connue à travers les recensements de la population effectués dans la commune depuis 1793. Pour les communes de moins de 10 000 habitants, une enquête de recensement portant sur toute la population est réalisée tous les cinq ans, les populations de référence des années intermédiaires étant quant à elles estimées par interpolation ou extrapolation. Pour la commune, le premier recensement exhaustif entrant dans le cadre du nouveau dispositif a été réalisé en 2005.

En 2022, la commune comptait 210 habitants, en évolution de +2,94 % par rapport à 2016 (Hautes-Pyrénées : +1,59 %, France hors Mayotte : +2,11 %).
| 1793 | 1800 | 1806 | 1821 | 1831 | 1836 | 1841 | 1846 | 1851 |
| ---- | ---- | ---- | ---- | ---- | ---- | ---- | ---- | ---- |
| 172  | 178  | 203  | 250  | 284  | 292  | 267  | 294  | 320  |

| 1856 | 1861 | 1866 | 1872 | 1876 | 1881 | 1886 | 1891 | 1896 |
| ---- | ---- | ---- | ---- | ---- | ---- | ---- | ---- | ---- |
| 314  | 297  | 306  | 305  | 303  | 315  | 303  | 276  | 249  |

| 1901 | 1906 | 1911 | 1921 | 1926 | 1931 | 1936 | 1946 | 1954 |
| ---- | ---- | ---- | ---- | ---- | ---- | ---- | ---- | ---- |
| 242  | 239  | 221  | 196  | 206  | 203  | 205  | 207  | 194  |

| 1962 | 1968 | 1975 | 1982 | 1990 | 1999 | 2005 | 2006 | 2010 |
| ---- | ---- | ---- | ---- | ---- | ---- | ---- | ---- | ---- |
| 228  | 231  | 196  | 194  | 201  | 185  | 184  | 184  | 184  |

| 2015 | 2020 | 2022 | - | - | - | - | - | - |
| ---- | ---- | ---- | - | - | - | - | - | - |
| 203  | 199  | 210  | - | - | - | - | - | - |

### Enseignement

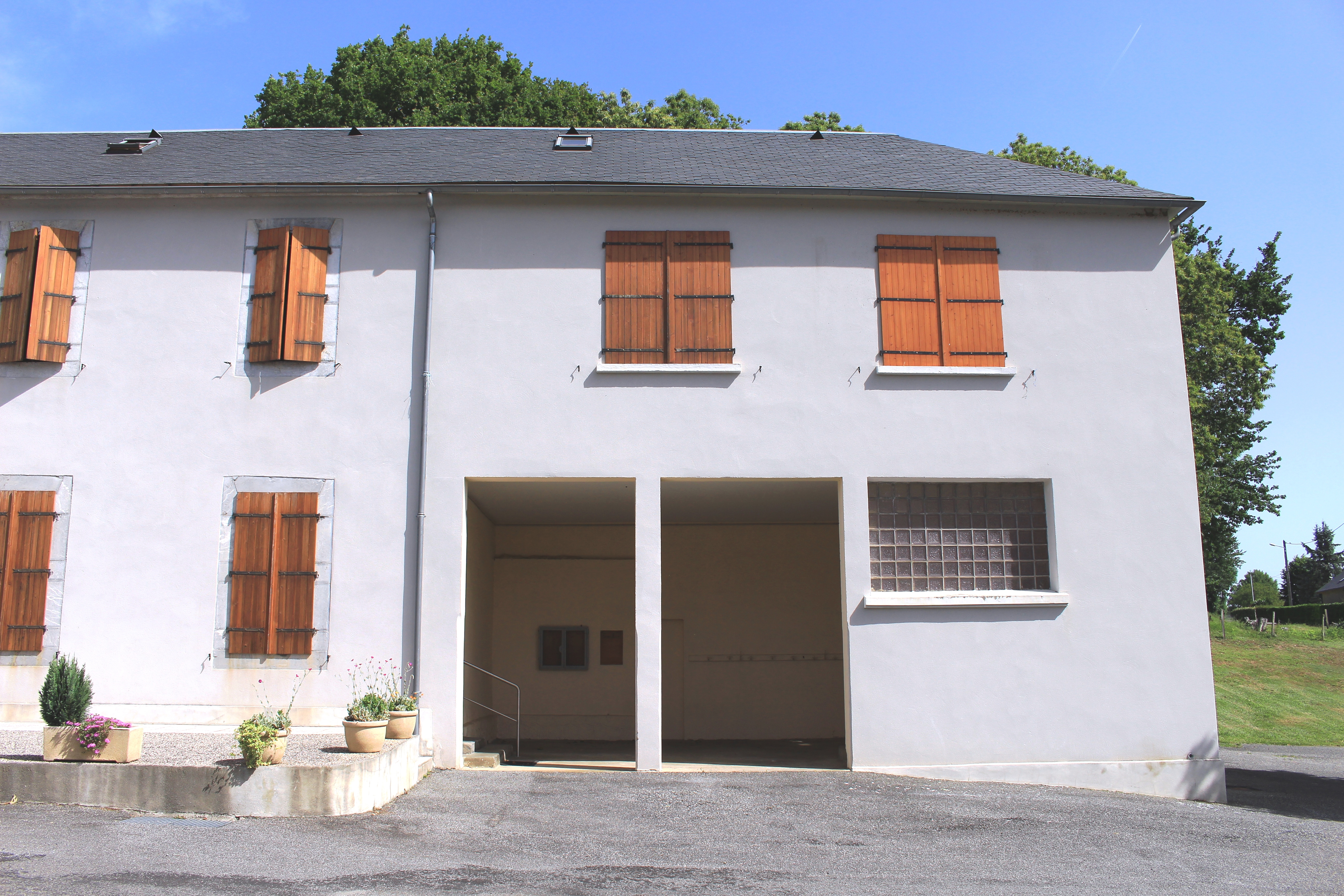
L’ ancienne école en 2019.

La commune dépend de l'académie de Toulouse. Elle ne dispose plus d'école en 2016.

### Manifestations culturelles et festivités
- Fête : 10 septembre,
- chasse,
- pêche,
- artisanat.

## Économie

### Revenus
En 2018, la commune compte 93 ménages fiscaux, regroupant 210 personnes. La médiane du revenu disponible par unité de consommation est de 21 330 € (20 420 € dans le département).

### Emploi
|                | 2008  | 2013  | 2018  |
| -------------- | ----- | ----- | ----- |
| Commune        | 3,5 % | 10 %  | 3,7 % |
| Département    | 7,7 % | 9,4 % | 9,8 % |
| France entière | 8,3 % | 10 %  | 10 %  |

En 2018, la population âgée de 15 à 64 ans s'élève à 135 personnes, parmi lesquelles on compte 69,4 % d'actifs (65,7 % ayant un emploi et 3,7 % de chômeurs) et 30,6 % d'inactifs,. Depuis 2008, le taux de chômage communal (au sens du recensement) des 15-64 ans est inférieur à celui de la France et du département.
La commune fait partie de la couronne de l'aire d'attraction de Lannemezan, du fait qu'au moins 15 % des actifs travaillent dans le pôle,. Elle compte 24 emplois en 2018, contre 16 en 2013 et 13 en 2008. Le nombre d'actifs ayant un emploi résidant dans la commune est de 91, soit un indicateur de concentration d'emploi de 26,6 % et un taux d'activité parmi les 15 ans ou plus de 53,7 %.
Sur ces 91 actifs de 15 ans ou plus ayant un emploi, 17 travaillent dans la commune, soit 19 % des habitants. Pour se rendre au travail, 83,3 % des habitants utilisent un véhicule personnel ou de fonction à quatre roues, 1,1 % les transports en commun, 3,3 % s'y rendent en deux-roues, à vélo ou à pied et 12,2 % n'ont pas besoin de transport (travail au domicile).

## Culture locale et patrimoine

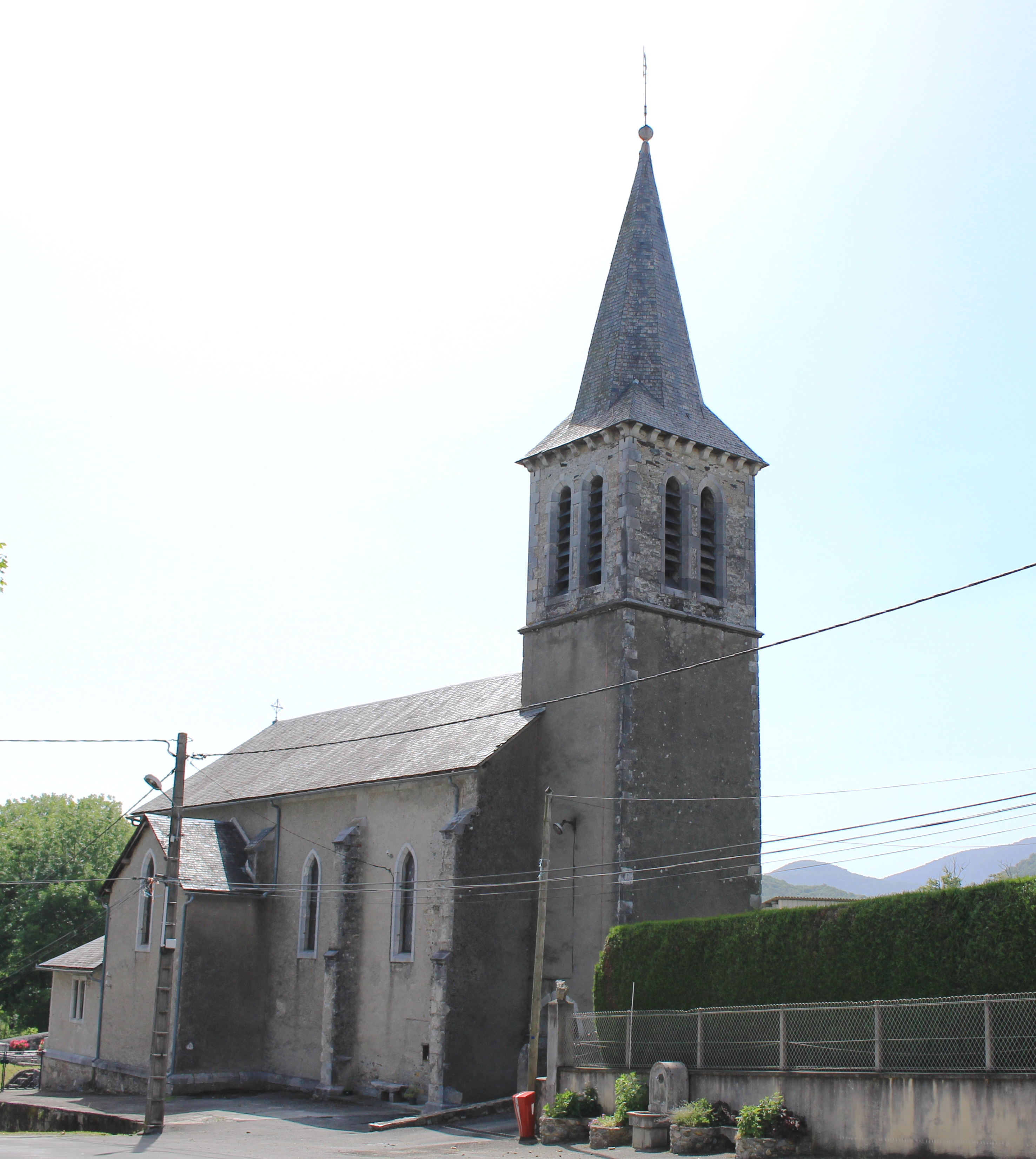
L'église Saint-Lizier en 2019.

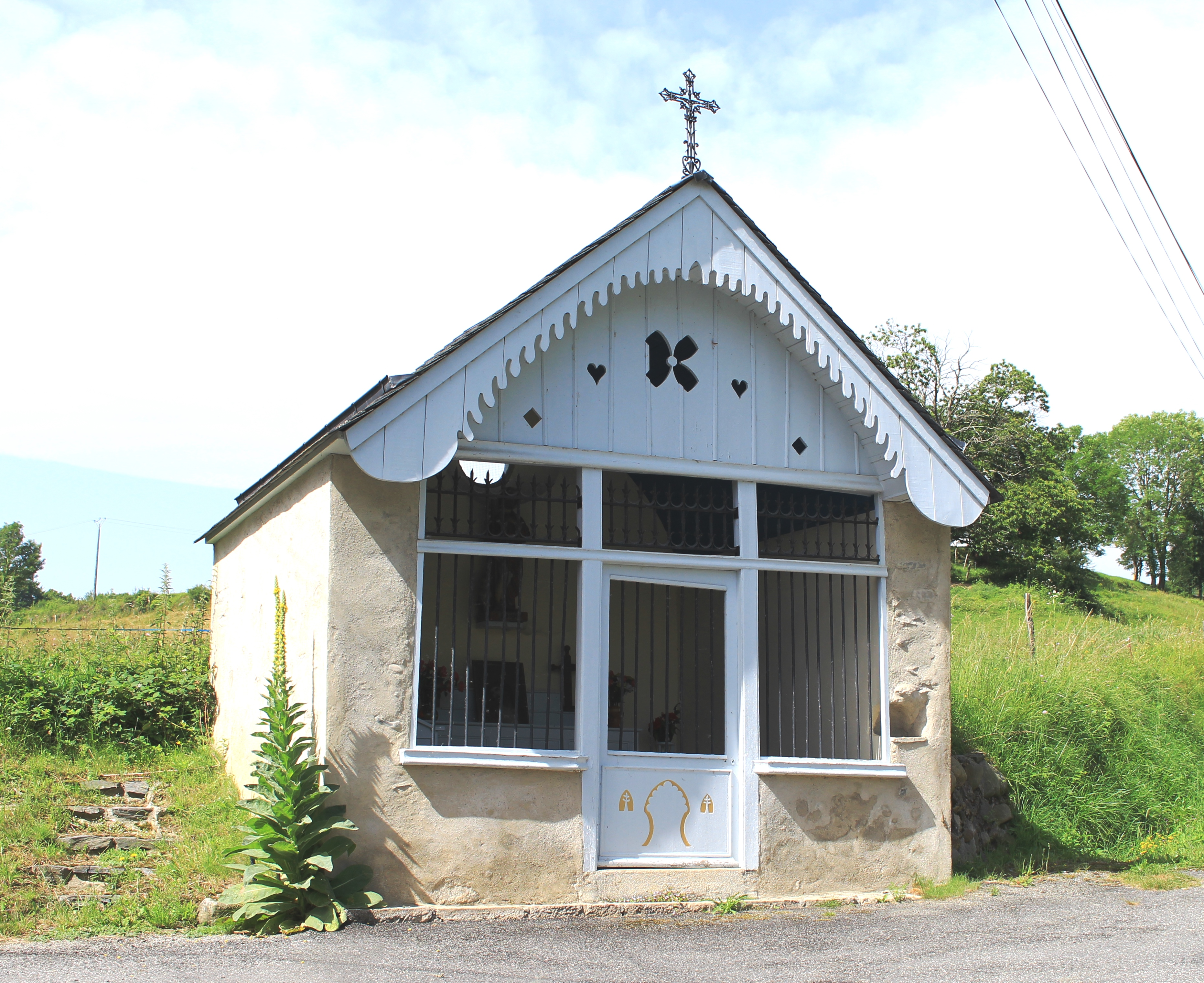
La chapelle Notre-Dame-des-Barthes.

### Lieux et monuments
- Vestiges préhistoriques et antiques.
- Vestiges de la villa gallo-romaine d'Alias (IVe siècle) : salles dallées, piscine, égouts, thermes ; abondant mobilier IVe ; sépultures mérovingiennes et du haut Moyen Âge.
- Village-rue.
- Moulin.
- Église paroissiale Saint-Lizier d'Izaux du XIXe.
- Ancienne chapelle romane Notre-Dame-des-Barthes, bâtie sur la nécropole de la villa gallo-romaine.

### Personnalités liées à la commune
- François Ducuing (28 mai 1817, Izaux - 1875, Paris).
Journaliste économique réputé du Second Empire et homme politique de la Troisième République. Il collabore en 1842 au « Pays » avant d'intégrer dès 1845 plusieurs journaux républicains de Paris comme la Réforme, le National et la Liberté. Proche ami de Lamartine, il se présente en 1848 à l'élection de l'Assemblée constituante dans les Hautes-Pyrénées mais manque de peu son siège. Sous l'Empire, François Ducuing rentre dans la presse libérale. En 1852, il fonde le journal le Conseiller, consacré aux questions financières.
En 1867, il est choisi pour être membre du jury de Exposition universelle de 1867. Il crée alors l'Exposition universelle illustrée, une publication qui obtint un grand succès. L'ouvrage réunissait en deux imposants volumes des articles illustrés sur toutes les plus grandes industries de France et de l'étranger.
Membre de la Société des gens de lettres, il fonde ensuite en 1869 le quotidien d'opposition modérée L'Universel où il signa sous le pseudonyme d'Alceste. Il est élu en février 1871 député des Hautes-Pyrénées (gauche républicaine puis centre gauche), siégeant dans le groupe de Jules Simon, Jules Grévy, Arago et Thiers. Il traitera à l'Assemblée nationale notamment des questions agricoles et des insectes ravageurs. Peu après son élection, il est également nommé conseiller général des Hautes-Pyrénées, dans le canton de La Barthe-de-Neste.
Chevalier de la Légion d'honneur.

### Bibliographie

Sélection de vues diverses
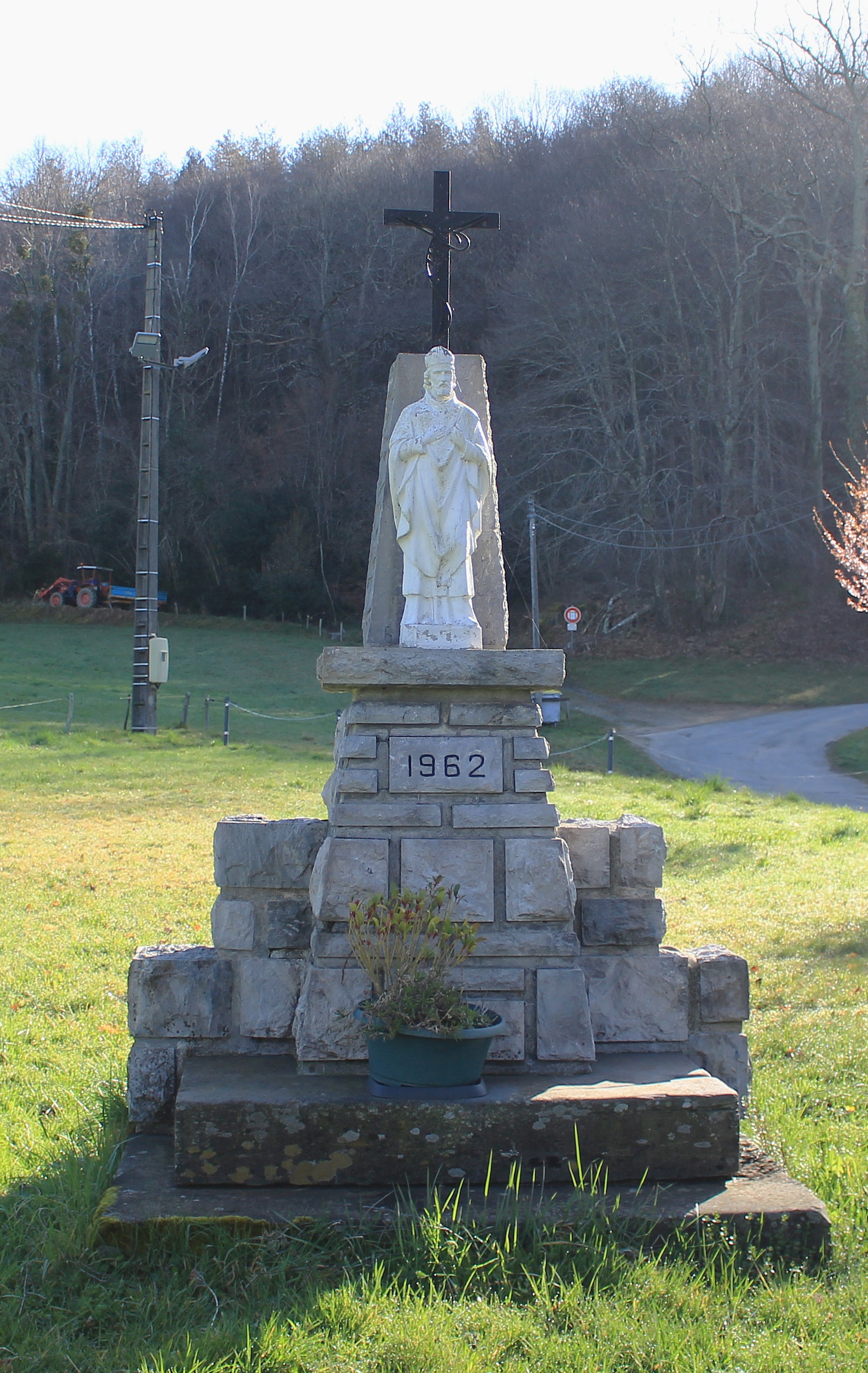
Une statue.
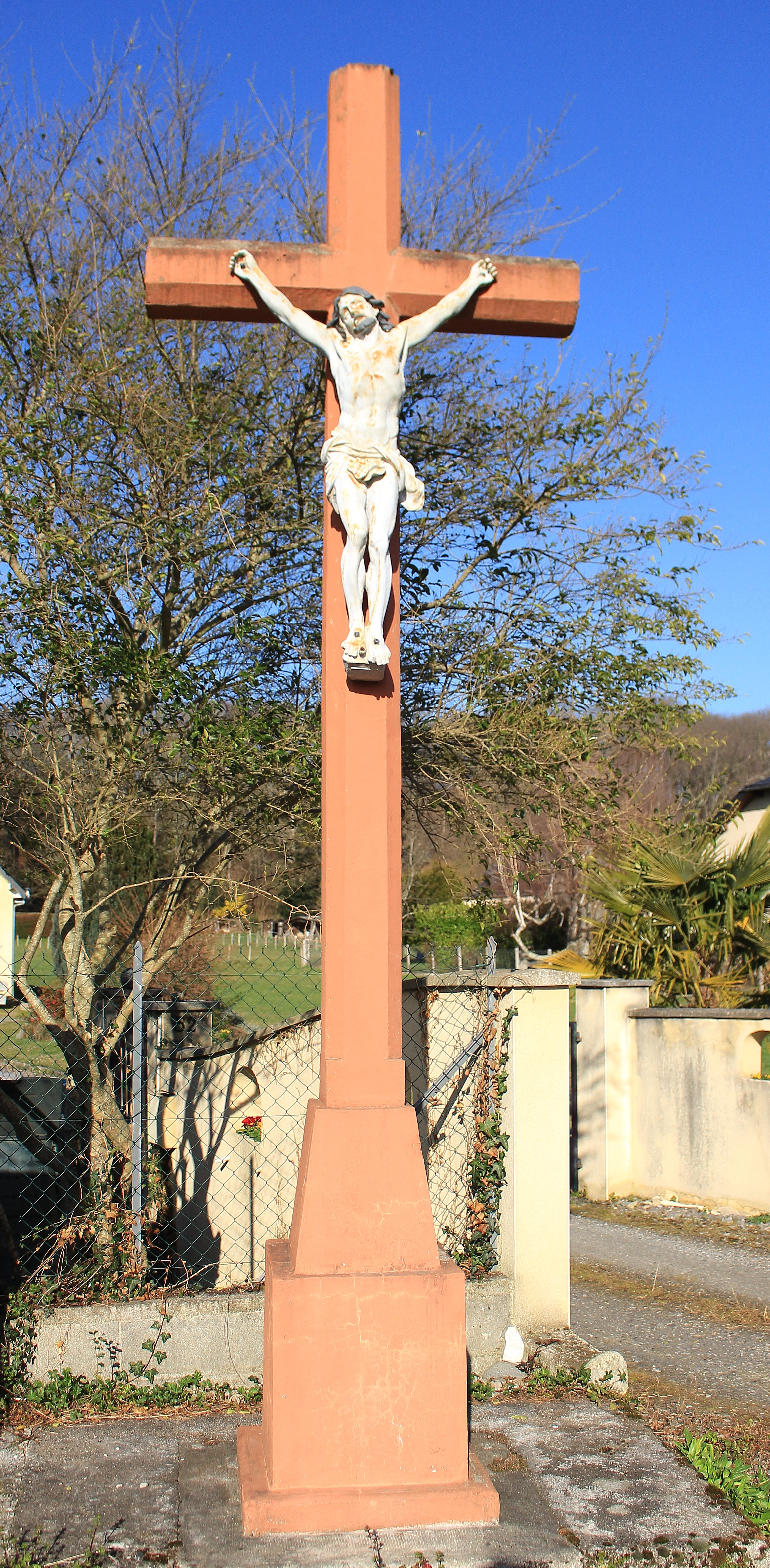
Une croix.

## Voir aussi

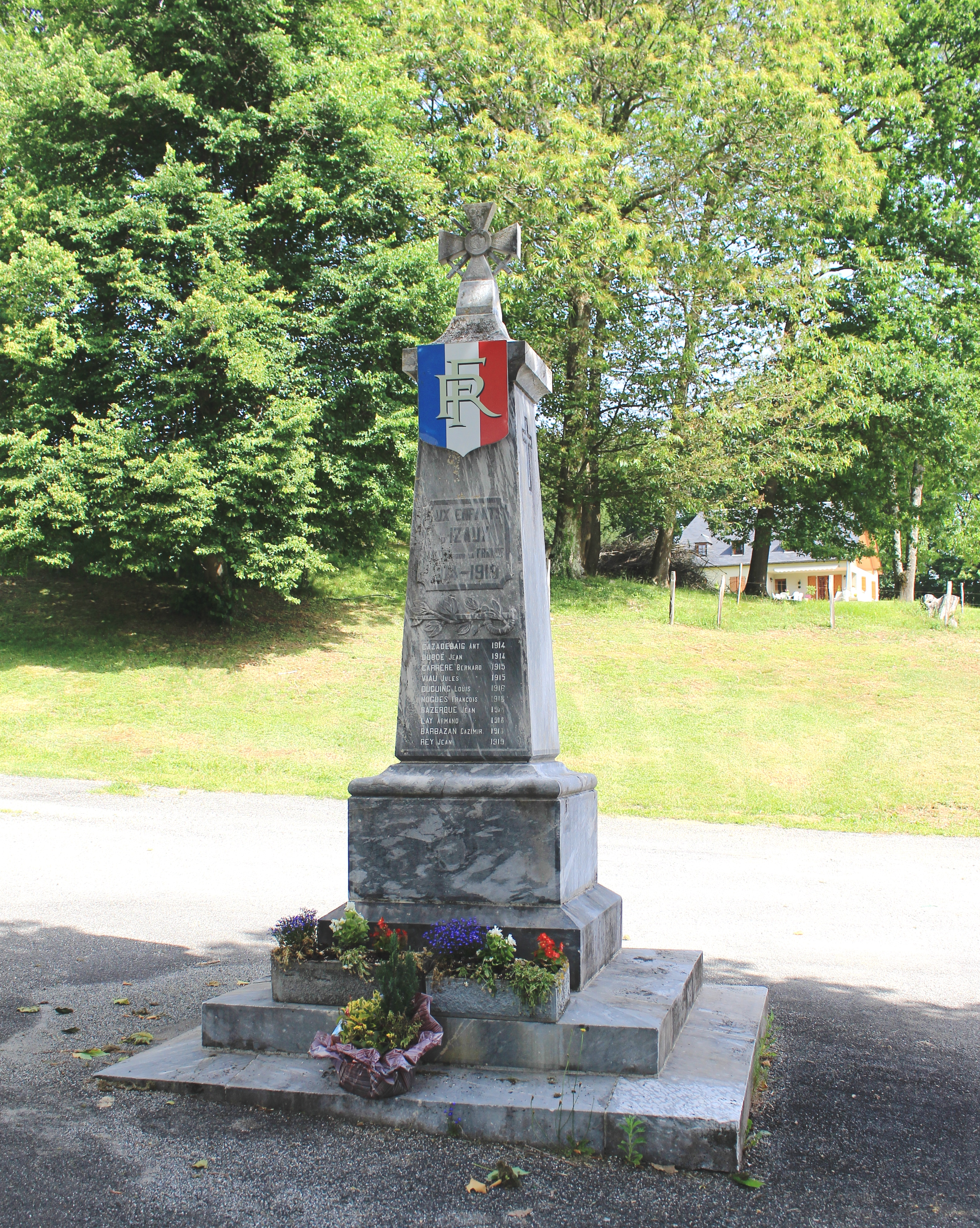
Le monument aux morts municipal.

### Héraldique
| Blason | Blasonnement : De gueules à la croix d'or. |